# Icononzo
Icononzo là một khu tự quản thuộc tỉnh Tolima, Colombia. Thủ phủ của khu tự quản Icononzo đóng tại Icononzo Khu tự quản Icononzo có diện tích 220 ki lô mét vuông. Đến thời điểm ngày 28 tháng 5 năm 2005, khu tự quản Icononzo có dân số 10503 người.